# Чебыково (Караидельский район)
Чебыково (баш. Сыбыҡ) — деревня в Караидельском районе Республики Башкортостан Российской Федерации. Входит в состав Ургушевского сельсовета. 

## География

### Географическое положение
Находится на берегу Павловского водохранилища реки Уфы.
Расстояние до:
- районного центра (Караидель): 37 км,
- ближайшей ж/д станции (Щучье Озеро): 122 км.

## Население
| 2002 | 2009 | 2010 |
| ---- | ---- | ---- |
| 111  | ↘104 | ↘97  |

Национальный состав
Согласно переписи 2002 года, преобладающая национальность — марийцы (73 %).